# Планиця (Крань)
Планиця (словен. Planica) — поселення в общині Крань, Горенський регіон, Словенія. Висота над рівнем моря: 731,4 м.